# ミーカンパニー
ミーカンパニー株式会社（英: mecompany,inc.）は、医療機関・調剤薬局・介護事業所等の医療福祉にかかわるデータベースのサービスを行っている企業である。代表取締役は前田健太郎。

## 概要
2010年（平成22年）に設立。病院検索メディア、医療系人材紹介企業、製薬メーカー、医療機器メーカーを中心に顧客管理用の病院、歯科医院、薬局、介護施設のデータベースの販売、及びそれらデータを利用した営業支援システムSCUEL for MR（製薬企業向けの営業支援サービス）の販売を行っている企業である。

## 沿革
- 2010年12月 - ミーカンパニー設立
- 2013年2月  - 病院の専門性が分かる、病院検索 iPhone アプリ cowell（コーウェル）を公開
- 2014年2月  - 	難病・希少性疾患に対応した病院も検索できる「病院検索BYOiN.me」（PC/Android アプリ）を公開

## 製品とサービス
- 営業支援システム
- 病院検索サービス
- データベースサービス